# Sugasawa Yuika
Sugasawa Yuika (菅澤 優衣香, sinh ngày 5 tháng 10 năm 1990) là một cầu thủ bóng đá nữ người Nhật Bản.

## Đội tuyển bóng đá nữ quốc gia Nhật Bản
Sugasawa Yuika thi đấu cho đội tuyển bóng đá nữ quốc gia Nhật Bản.

## Thống kê sự nghiệp
| Nhật Bản  | Nhật Bản | Nhật Bản |
| Năm       | Trận     | Bàn      |
| --------- | -------- | -------- |
| 2010      | 6        | 0        |
| 2011      | 0        | 0        |
| 2012      | 4        | 2        |
| 2013      | 2        | 0        |
| 2014      | 12       | 6        |
| 2015      | 14       | 2        |
| 2016      | 1        | 0        |
| 2017      | 4        | 1        |
| 2018      | 17       | 6        |
| 2019      | 9        | 2        |
| Tổng cộng | 67       | 19       |